# Reichstierärztekammer
Die Reichstierärztekammer war eine von 1936 bis 1945 bestehende tierärztliche Organisation zur Zeit des Nationalsozialismus.

## Überblick
Bereits am 2. Mai 1933 begann die Planung der Gleichschaltung der deutschen Tierärzte durch den Präsidenten des Deutschen Veterinärrates Valentin Stang und den Reichsbeauftragten für tierärztliche Angelegenheiten Friedrich August Wirth. Am 25. August 1933 wurde Friedrich Weber "Beauftragter der Reichsleitung der NSDAP zur Gleichschaltung der Tierärzteschaft
und Gründung einer Reichstierärztekammer".
§ 20 der Reichstierärzteordnung vom 3. April 1936 stellte die deutsche Tierärzteschaft und damit gemäß § 25 alle Tierärzte unter die Reichstierärztekammer (Körperschaft des öffentlichen Rechts), welche gemäß § 80 dem Reichsminister des Innern unterstand.
Die Reichstierärztekammer konnte einen Reichstierärztetag einberufen. Der 1. Deutsche Tierärztetag fand vom 17. bis 19. Juni 1937 in Berlin statt.
Als offizielles Mitteilungsblatt wurde ab dem 1. Juli 1936 das Amtsblatt Deutsche Tierärzteblatt (DTB) herausgegeben.
Ihren Sitz hatte die Reichstierärztekammer in der Berliner Lindenstraße 42/43. 1942 wurde der Bau eines Verwaltungsgebäudes in Charlottenburg, Bismarckstraße 14–15 und Leibnizstraße 10 geplant.
Bei Ende des Zweiten Weltkrieges gab die Reichstierärztekammer die Weisung, alle Unterlagen zu vernichten, was Forschungen in dem Bereich sehr erschwert.

## Schulungsburg Hoheneck

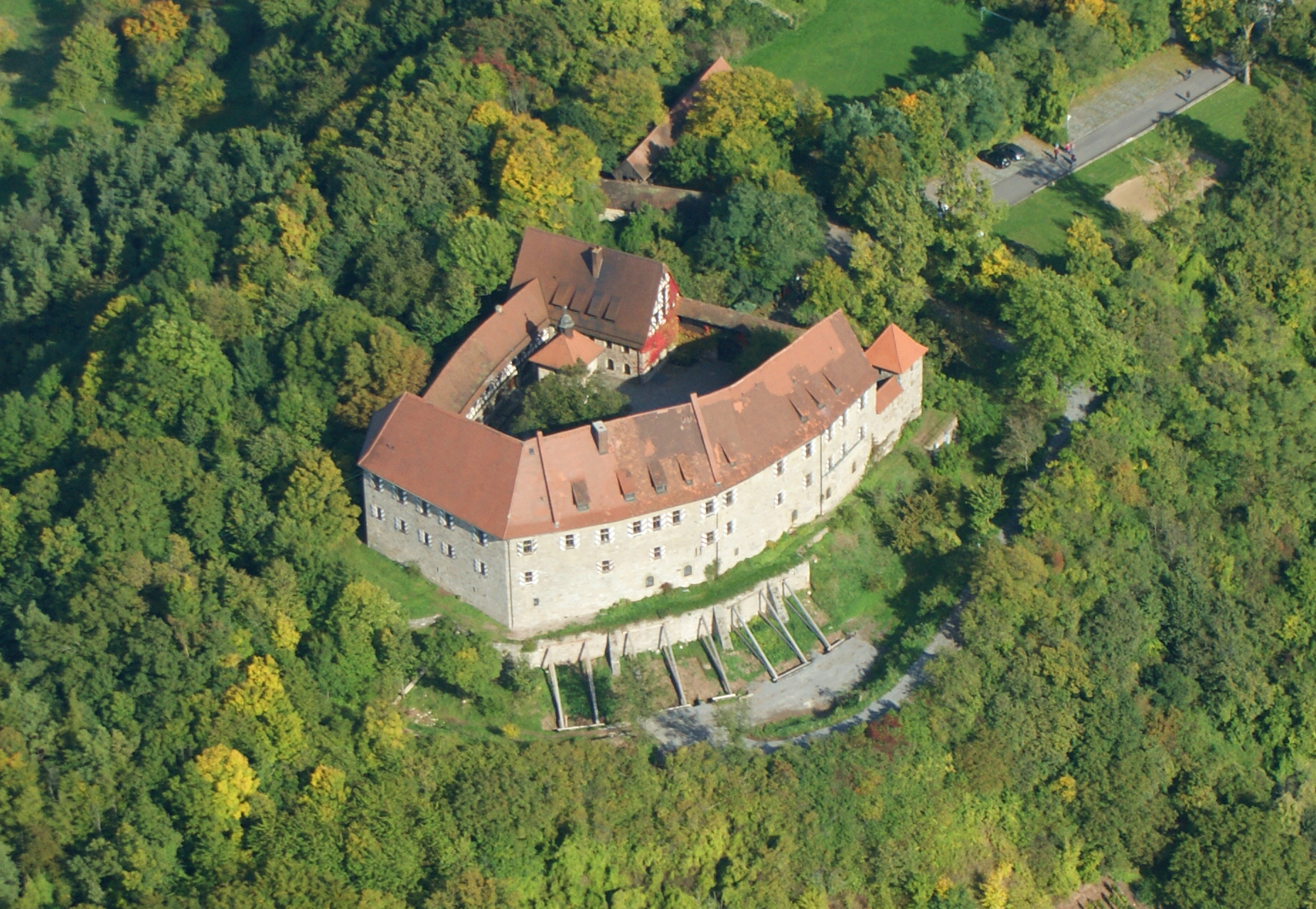
Burg Hoheneck, 1936–1945 Schulungsburg der Reichstierärztekammer

1936 erwarb die Reichstierärztekammer die mittelfränkische Burg Hoheneck und nutzte sie als Schulungsburg für Tierärzte.

## Leitung
Der Leiter der Reichstierärztekammer wurde vom Reichsminister des Innern im Einvernehmen mit dem Stellvertreter des Führers berufen und abberufen. Ihm stand ein Beirat zur Seite.

### Leiter
- Friedrich Weber
- 1942–1944: Karl Bubenzer

### Weitere Personen
- Emil Totzek saß im Führerrat der Reichstierärztekammer und vertrat das Aufgabengebiet Gemeindetierärzte und Schlachthoffragen.
- Reinhard Froehner war Schriftwalter der Reichstierärztekammer